# Astragalus junatovii
Astragalus junatovii är en ärtväxtart som beskrevs av Sanchir. Astragalus junatovii ingår i släktet vedlar, och familjen ärtväxter. Inga underarter finns listade i Catalogue of Life.